# مارك جوزيف (لاعب كرة قدم)
مارك جوزيف (بالإنجليزية: Marc Joseph)‏ (10 نوفمبر 1976 بليستر في المملكة المتحدة - ) هو لاعب كرة قدم بريطاني في مركز الدفاع. شارك مع منتخب أنتيغوا وباربودا لكرة القدم. أما مع النوادي، فقد لعب مع كامبريدج يونايتد وكوفنتري سيتي ونادي بريستول سيتي ونادي بلاكبول ونادي بيتربورو يونايتد ونادي روذرهام يونايتد وهال سيتي وكندل تاون ‏ ونادي ويتون ألبيون ونورثويتش فيكتوريا ونادي ألترينتشام ونادي كامبريدج ستي.

## وصلات خارجية
- مارك جوزيف على موقع الاتحاد الدولي (مؤرشف)  (الإنجليزية)
- مارك جوزيف على موقع قاعدة بيانات كرة القدم.إي يو (الإنجليزية)
- مارك جوزيف على موقع ناشيونال فوتبول تيمز (الإنجليزية)
- مارك جوزيف على موقع Soccerbase.com (لاعب) (الإنجليزية)